# Marcos Coelho Neto (filho)
Marcos Coelho Neto (filho) (Ouro Preto, 1763 - 1823) foi um músico brasileiro ativo no início do século XIX. Era filho de um músico homônimo, com quem atuou por mais de 20 anos tocando os mesmos instrumentos, trompa e clarim. 
Assim como o pai, foi membro das irmandades de São José dos Homens Pardos e de Nossa Senhora das Mercês de Cima em Vila Rica, atual Ouro Preto.
Foi um talento precoce. Nasceu em 1763 e aos 24 anos de idade compôs o hino Maria Mater Gratiae, uma das peças mais célebres da música colonial brasileira.   
Entre as principais obras, também produziu Ladainhas de Nossa Senhora.
Em virtude da identidade de nomes entre ele e seu pai, alguma confusão tem surgido a respeito da autoria das obras que permanecem autógrafas, mas pesquisas recentes desenvolvidas por Carlos Alberto Baltazar indicam que os manuscritos existentes são de punho do filho e que, ao contrário do que se tem pensado, a maioria senão a totalidade das peças remanescentes são dele. 
Além da atuação em irmandades, participou também de solenidades do
Senado da Câmara e Casa da Ópera.

Faleceu em 1823.
O pai foi trompista, clarinista, timbaleiro e regente. Não se sabe com certeza se foi também compositor. O filho, além de compositor, era regente, trompista, clarinista, trompetista e trombetista.

## Outras referências
- Baltazar, Carlos Alberto & Duprat, Rogério. Encarte para o CD Música do Brasil Colonial. São Paulo: Paulus/Brasilessentia Grupo Vocal e Orquestra, 1997.